# 多索洛
多索洛（義大利語：Dosolo），是意大利曼托瓦省的一个市镇。总面积25平方公里，人口3427人，人口密度137.1人/平方公里（2009年）。国家统计（ISTAT）代码为020022。